# Espérame en el cielo
Espérame en el cielo è un film del 1988 diretto da Antonio Mercero.